# Diplopseustis
Diplopseustis is een geslacht van vlinders van de familie van de grasmotten (Crambidae), uit de onderfamilie van de Lathrotelinae.

## Soorten
- D. constellata Warren, 1896
- D. metallias Meyrick, 1897
- D. nigerialis Hampson, 1906
- D. pallidalis Warren, 1896
- D. perieresalis (Walker, 1859) (Zwerfsnuitmot)
- D. prophetica Meyrick, 1887
- D. selenalis Hampson, 1906